# Gull, Korsnäs
Gull är en ö i Finland. Den ligger i Norra kvarken och i kommunen Korsnäs i den ekonomiska regionen  Vasa i landskapet Österbotten, i den västra delen av landet. Ön ligger omkring 37 kilometer sydväst om Vasa och omkring 370 kilometer nordväst om Helsingfors.
Öns area är 9 hektar och dess största längd är 0,6 kilometer i sydöst-nordvästlig riktning.